# Mariborska tekstilna tovarna
Mariborska tekstilna tovarna (MTT) je bila največji jugoslovanski tekstilni kombinat. Podjetje je največji industrijski objekt v meljskem industrijskem področju in velja kot njegova topografska posebnost. Po številu zaposlenih je MTT takrat bilo najmočnejše podjetje v Mariboru in eno najmočnejših v Jugoslaviji. Do druge svetovne vojne je bila tovarna last privatnega češkega in avstrijskega kapitala; Hutter J in drug, Mariborska tekstilna tovarna d. z o. z., Jugotekstil d. z o. z. in Tekstilna industrija Rosner Marko.
MTT je bila ustanovljena leta 1920, pod vodstvom mariborskega trgovca V. Löbla skupno s Schonskym. Sprva je obsegalo podjetje le apreturo belilnico. Ko je podjetje »Schick« zaradi finančnih težav izstopilo, je tudi Mariborsko tekstilno tvornico doletela enaka usoda. Tovarno je kupila Združena gospodarska banka v Mariboru, ki je leta 1930 prodala tovarno češkemu industrialcu Gustavu Deutschu. Pod novim lastnikom so tovarno prenovili, modernizirali in razširili. Leta 1930 so dogradili tiskarno za vsakovrstne tkanine, leta 1931 moderno kotlarno, transformatorje in delavnico, leta 1934 novo tkalnico in leta 1936 predilnico s švicarskimi stroji z 10.000 vreteni. Čez dve leti so pridružili še barvarno, tako, da se je podjetje tedaj uvrstilo naša modernejša tekstilna podjetja. MTT je pred drugo svetovno vojno zaposlovala okrog 600 delavcev in uslužbencev.